# Макфарлан, Кристиан
Кристиан Хектор Макфарлан (англ. Christian Hector McFarlane; родился 25 января 2007, Базилдон, Англия) — английский футболист, левый защитник клуба «Манчестер Сити».

## Клубная карьера
Воспитанник американского клуба «Нью-Йорк Сити», 14 июня 2024 года Макфарлан дебютировал в матче MLS против «Коламбус Крю».
27 января 2025 года перешёл в «Манчестер Сити».

## Карьера в сборной
Выступал за сборные Англии до 16, до 17 и до 18 лет, а также за сборную США до 16 лет.